# Фелісіу Мілсон
Фелі́сіу Мі́лсон (порт. Felício Milson, нар. 12 жовтня 1999, Луанда, Ангола) — ангольський футболіст, вінгер російського клубу «Парі Нижній Новгород» та національної збірної Анголи.

## Ігрова кар'єра

### Клубна
Уродженець Анголи Фелісіу Мілсон свою футбольну кар'єру починав у Португалії. У молодіжній команді клубу «Лейшойш». На дорослому рівні Мілсон дебютував у червні 2020 року у клубі «Марітіму».
У лютому 2022 року Фелісіу Мілсон підписав контракт з російським клубом «Парі Нижній Новгород».

### Збірна
23 жовтня 2020 року у товариській грі проти команди Мозамбіку Фелісіу Мілсон дебютував у національній збірній Анголи.

## Титули і досягнення
- Володар Кубка Тото (1):

«Маккабі» (Тель-Авів): 2023-24
- Чемпіон Ізраїлю (1):

«Маккабі» (Тель-Авів): 2023-24
- Чемпіон Сербії (1):

«Црвена Звезда»: 2024-25
- Володар Кубка Сербії (1):

«Црвена Звезда»: 2024-25